# Согов, Ахъед Машевич
Ахъед Машевич Согов — сотрудник Министерства внутренних дел Российской Федерации, капитан милиции, погиб при исполнении служебных обязанностей, кавалер медали «За отвагу» (посмертно).

## Биография
Ахъед Машевич Согов родился 6 июня 1964 года в селе Заюково Баксанского района Кабардино-Балкарской Автономной Советской Социалистической Республики. Детство и юность провёл в родном селе. С 14 апреля 1995 года служил в органах Министерства внутренних дел Российской Федерации. Служил в подразделениях дорожно-патрульной службы, дослужившись до звания капитана милиции и должность инспектора дорожно-патрульной службы отдела внутренних дел по Чегемскому району Кабардино-Балкарии.
2 февраля 2011 года капитан милиции Ахъед Согов вместе с четырьмя сослуживцами обедал в кафе «Минутка» в городе Чегеме. Приблизительно в 12:30 в заведение вошли трое вооружённых лиц, которые открыли автоматный огонь по милиционерам. Старшие лейтенанты милиции А. Х. Унежев и А. Б. Назранов, лейтенанты милиции А. К. Батов и З. Р. Тамбиев были убиты на месте. Капитан милиции Согов был ранен, но, несмотря на боль, открыл ответный огонь по бандитам. С тяжёлыми ранениями он был доставлен в больницу, где, несмотря на усилия врачей, он вскоре скончался.
Указом Президента Российской Федерации за «образцовое исполнение служебного долга, самоотверженные действия в борьбе с преступностью, экстремизмом и терроризмом, проявленные при этом смелость и отвагу, мужество и героизм в условиях, сопряженных с риском для жизни» капитан милиции Ахъед Машевич Согов посмертно был удостоен медали «За отвагу».

## Память
- В честь Ахъеда Согова названа улица в его родном селе Заюково[4].